# Jakob I Bernoulli

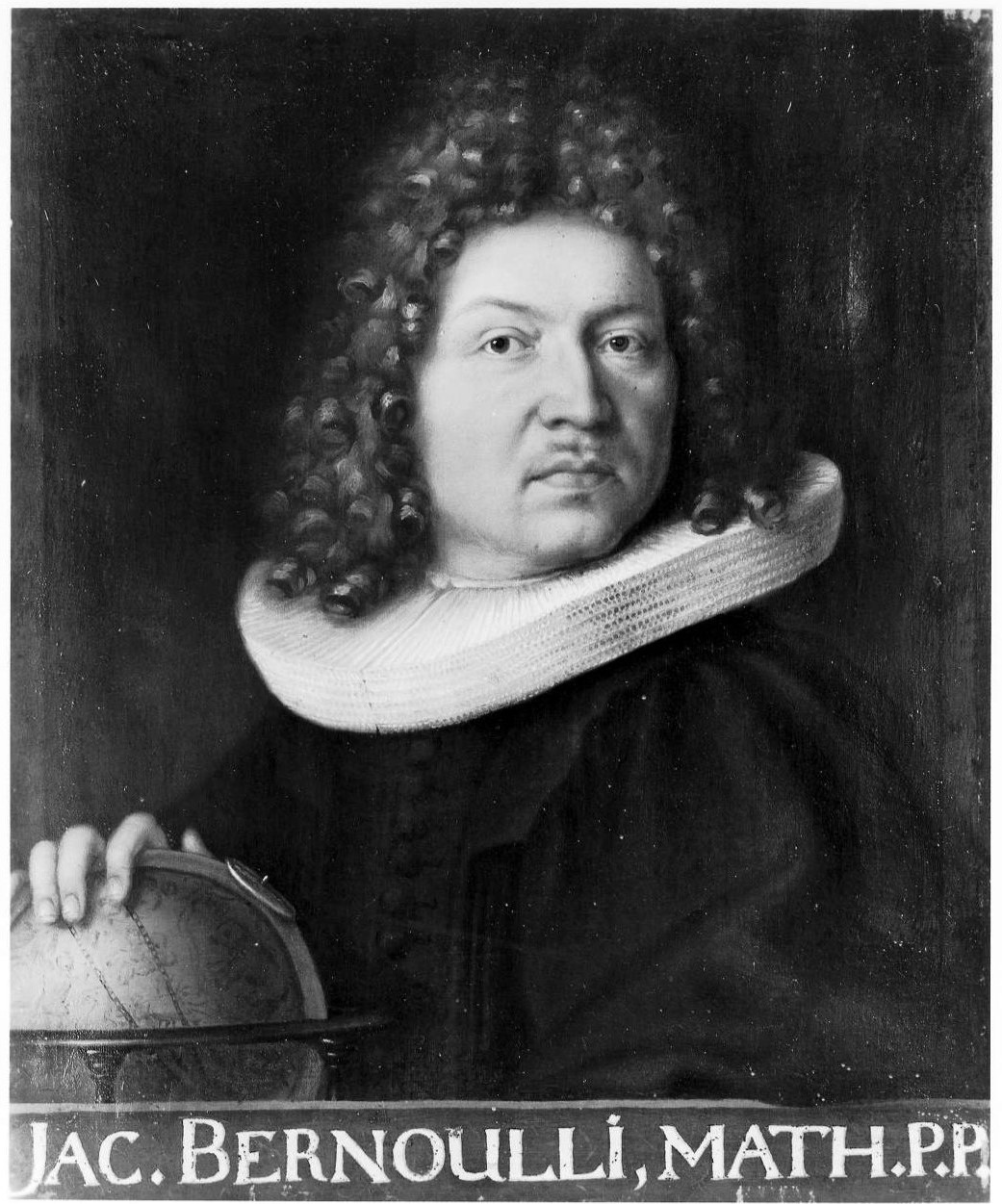
Jakob I Bernoulli, Porträt gemalt von Niklaus Bernoulli, 1694

Jakob Bernoulli, genannt Jakob I Bernoulli (* 27. Dezember 1654jul. / 6. Januar 1655greg. in Basel; † 16. August 1705 ebenda), war ein Schweizer Mathematiker und Physiker. Die Bezeichnung «Jakob I» dient zur Unterscheidung von seinem Grossneffen Jakob II Bernoulli (1759–1789), siehe auch den Artikel zur Familie Bernoulli. Gelegentlich wird er auch James oder Jacques Bernoulli genannt.
Jakob Bernoulli hat wesentlich zur Entwicklung der Wahrscheinlichkeitstheorie (siehe auch Binomialverteilung und Bernoulli-Verteilung) sowie zur Variationsrechnung und zur Untersuchung von Potenzreihen beigetragen. Zudem hat er zusammen mit seinem jüngeren Bruder Johann I Bernoulli die Infinitesimalrechnung von Leibniz bearbeitet und verbreitet.

## Leben und Wirken
Jakob war der Sohn des Kaufmanns Niklaus Bernoulli und von dessen Ehefrau Margaretha Schönauer sowie der älteste Bruder des Mathematikers Johann I Bernoulli. Nach dem Schulbesuch und ersten Unterricht durch den Vater studierte Jakob auf dessen Wunsch Philosophie und Theologie an der Universität Basel. Im Jahr 1671 erreichte er den Magister artium und 1676 das Lizenziat lic. theol. Gegen den Willen des Vaters und fast autodidaktisch vertiefte er sich sehr in Mathematik und Astronomie.
In den Jahren 1676 bis 1680 hatte Bernoulli verschiedene Anstellungen als Hauslehrer in Genf inne. Während dieser Zeit reiste er auch mehrmals nach Frankreich. In den Jahren 1681 bis 1682 unternahm er eine Art Kavalierstour durch Holland, Grossbritannien und Deutschland. Während dieser Reisen lernte er nicht nur die cartesische Mathematik kennen, sondern u. a. auch Hudde, Boyle und Hooke. Viele seiner späteren Kontakte mit damals führenden Mathematikern sind aus dieser Zeit hervorgegangen.
Wieder zu Hause in Basel, hielt Bernoulli ab 1683 private Vorlesungen über Experimentalphysik an der Universität Basel. Während dieser Zeit studierte er u. a. die Géométrie von René Descartes sowie die Arbeiten von John Wallis und Isaac Barrow, worauf er begann, sich für die Infinitesimalrechnung zu interessieren. Im Jahr 1684 heiratete er Judith Stupanus, mit der er später zwei Kinder bekam. Im Gegensatz zu vielen anderen Mitgliedern der Familie Bernoulli waren beide Kinder weder in der Mathematik noch in der Physik aktiv.

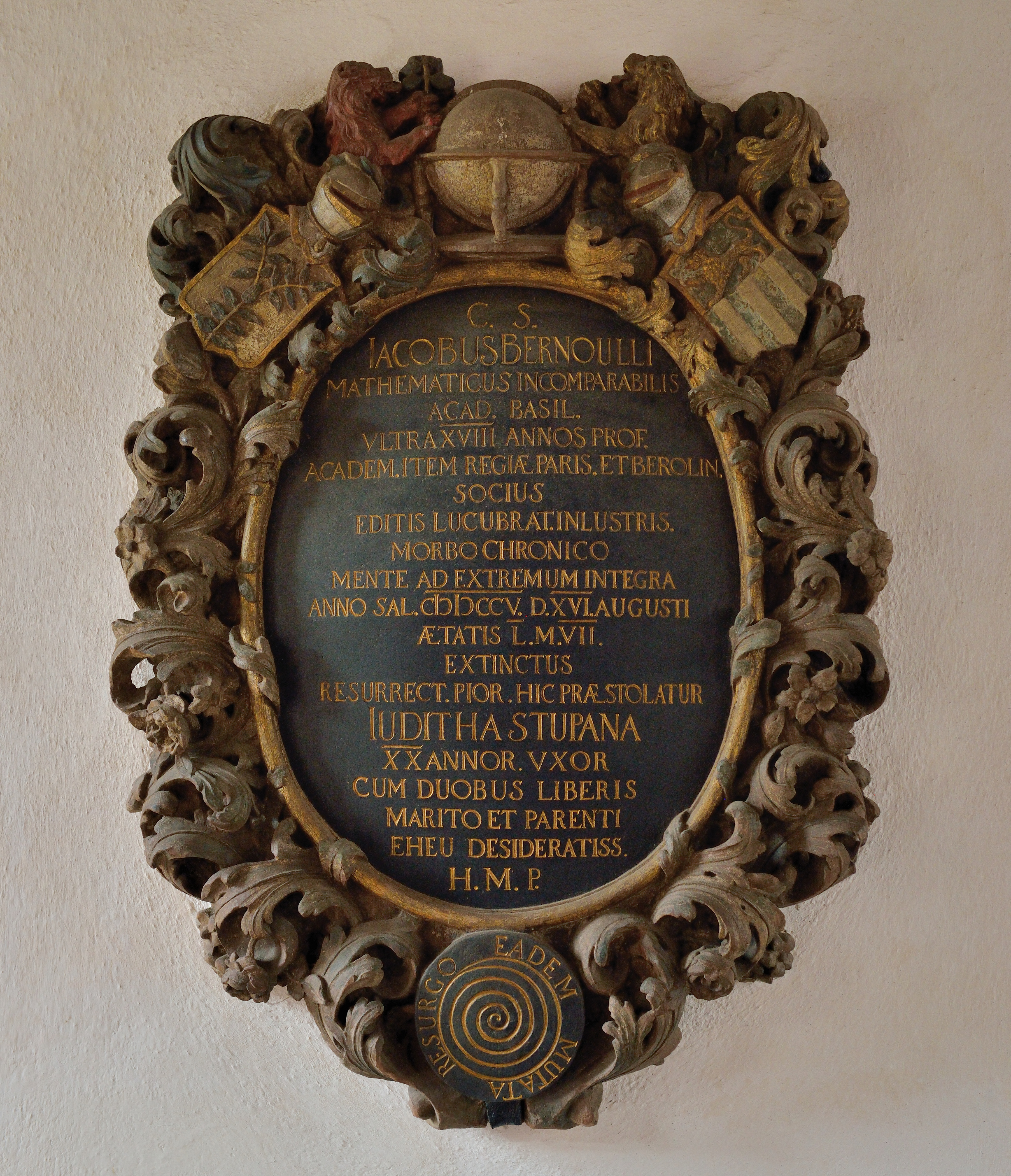
Johann Jakob Keller: Epitaph für Jakob Bernoulli, im Kreuzgang des Basler Münsters

1697 zerstritt sich Jakob nach langjährigen Rivalitäten mit seinem Bruder Johann. So hat sich Johann bereits 1691 verärgert darüber gezeigt, dass Jakob seine Überlegungen zum Schwingungsmittelpunkt nicht mit ihm geteilt hatte.
1699 wurde Bernoulli als Mitglied in die Akademie der Wissenschaften von Paris und 1702 in die von Berlin (Preussische Akademie der Wissenschaften) aufgenommen. In dieser Zeit korrespondierte er u. a. mit Gottfried Wilhelm Leibniz und Nicolas Fatio de Duillier.
Im Alter von 50 Jahren starb Jakob Bernoulli am 16. August 1705 in Basel; seine Professur in Basel wurde daraufhin von seinem Bruder Johann übernommen.

### Beiträge zur Mathematik
Ab 1686 verwendete Bernoulli die vollständige Induktion, untersuchte wichtige Potenzreihen mit Hilfe der Bernoulli-Zahlen und begründete die Wahrscheinlichkeitstheorie mit (siehe Bernoulli-Verteilung). Im Jahre 1687 wurde er zum Professor für Mathematik an der Universität Basel ernannt und begann zusammen mit seinem jüngeren Bruder und Schüler Johann I Bernoulli, die Infinitesimalrechnung von Leibniz zu bearbeiten und anzuwenden. Die beiden Brüder benutzten als erste diesen neuen Calculus, ohne zum Umfeld von Leibniz zu gehören.
Bis 1689 hatte Bernoulli wesentliche Arbeiten zu Potenzreihen und zur Wahrscheinlichkeitsrechnung veröffentlicht, u. a. zum Gesetz der grossen Zahlen. Er bewies Bernoullis Gesetz der grossen Zahlen, das zwar nur den Binomialverteilungsfall behandelt, aber ein erstes schwaches Gesetz der grossen Zahlen darstellt. In den frühen 1690er Jahren arbeitete er vor allem im Gebiet der Variationsrechnung, wo er wichtige Kurven und Differentialgleichungen untersuchte.

### Beiträge zur Mechanik
In der Mechanik hatte Bernoulli vielbeachtete neue Erkenntnisse auf dem Forschungsgebiet der Schwingungsmittelpunkte von starren Körpern erzielen können. Auf ihn geht die verallgemeinerte Lösungsformel
{\displaystyle l_{\mathrm {C} }={\frac {\sum _{i}\int x_{i}^{2}dm_{i}}{\sum _{i}\int x_{i}dm_{i}}}\,} zurück, welche für {\displaystyle i} ausgedehnte starre Massenelemente im Abstand {\displaystyle x_{i}} zur Drehachse gültig ist.
Die Formel ebnete den Weg dahin, dass für den Zählerterm eine eigene physikalische Grösse, das Massenträgheitsmoment bei Drehbewegungen, eingeführt wurde. Ausserdem gelang es ihm erstmals, den Beweis dieser Formel vom Hebelprinzip aus zu führen, wenn die Massen ein virtuelles Drehmoment erzeugen, eine damals offene Forschungsfrage.
Im Bereich der Mechanik elastischer Körper galt Bernoulli zudem schon zu Lebzeiten als Pionier. Seine Neuerungen umfassen sowohl die Problemstellung zur Balkenbiegung, die Analyse der darin wirkenden Biegemomente und die vereinfachenden physikalischen Hypothesen, die heute in Lehrbüchern als Bernoullische Annahmen bekannt sind. Und nicht zuletzt fand er für den Fall, dass das einwirkende Biegemoment an jeder Stelle proportional zur Krümmung ist, erstmalig die spezielle Lösung der Biegelinie
{\displaystyle {\frac {dw}{dx}}={\frac {x^{2}}{\sqrt {a^{4}-x^{4}}}}\,} in differentieller Form.
Die Ausführung der Integration führte Bernoulli auf die Entdeckung der Lemniskate für Elastika.

## Werke

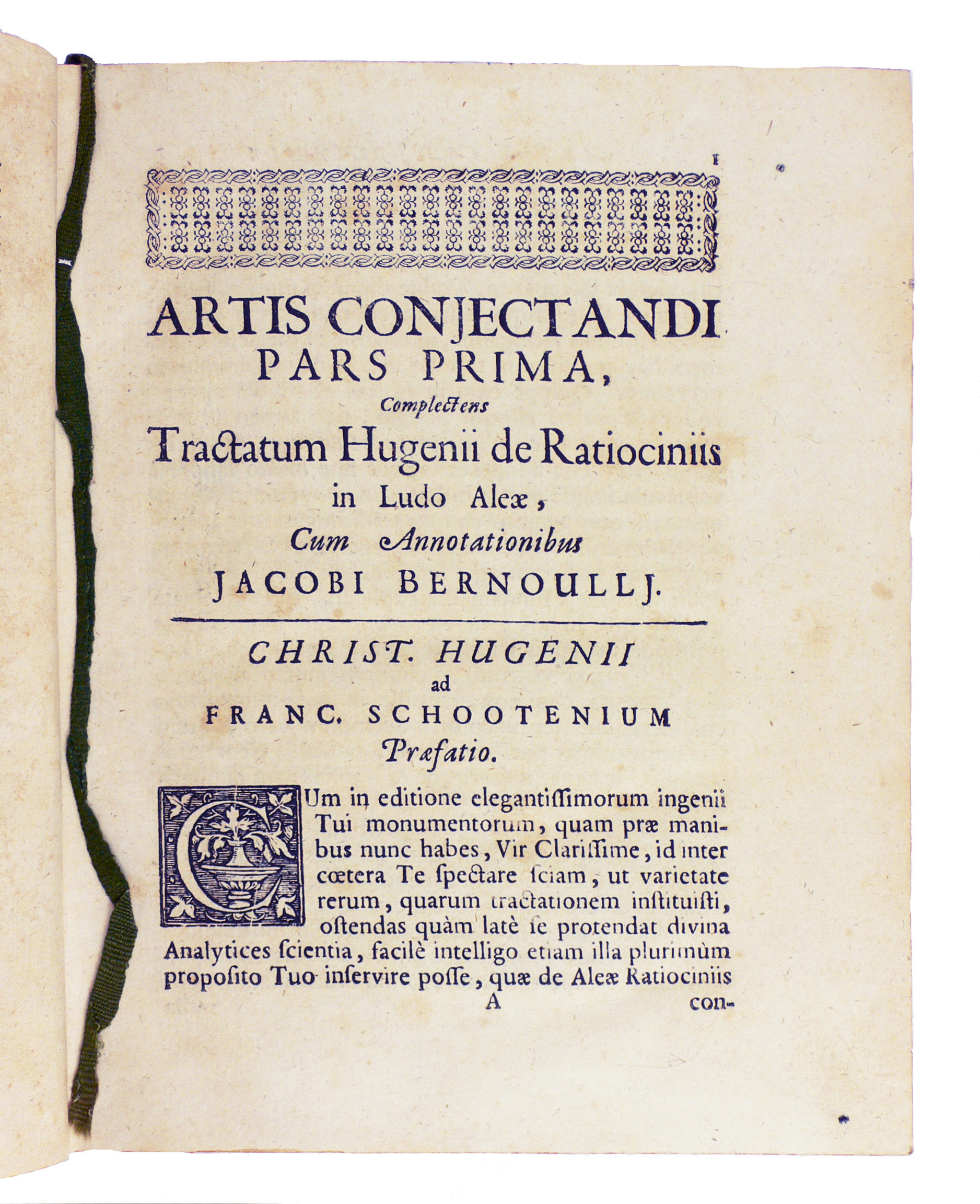
Ars conjectandi, 1713 (Milano, Fondazione Mansutti)

Bernoulli verfasste im Zeitraum von 1689 bis 1704 fünf Abhandlungen über die Reihenlehre, gab die Geometria von René Descartes neu heraus und schrieb mathematische Beiträge für die Acta Eruditorum. Eines seiner wichtigsten Werke, die Ars Conjectandi, wurde erst 1713, also acht Jahre nach seinem Tod, in Basel veröffentlicht. Das Buch fasste Arbeiten anderer Autoren auf dem Gebiet der Wahrscheinlichkeitsrechnung zusammen und entwickelte sie weiter. Neben Strategien, verschiedene Glücksspiele zu gewinnen, enthält das Werk auch die Bernoulli-Zahlen.
Eins von Bernoullis Lieblingsspielzeugen war die logarithmische Spirale, mit der er sich ausgiebig beschäftigte. Der Erzählung nach wünschte sich Bernoulli eine solche Spirale auf seinem Grabstein. Stattdessen meisselte der zuständige Steinmetz nach dem Tod Bernoullis (vermutlich aus Unwissenheit oder um sich Arbeit zu sparen) eine archimedische Spirale in das Epitaph, das heute im Kreuzgang des Basler Münsters besichtigt werden kann.

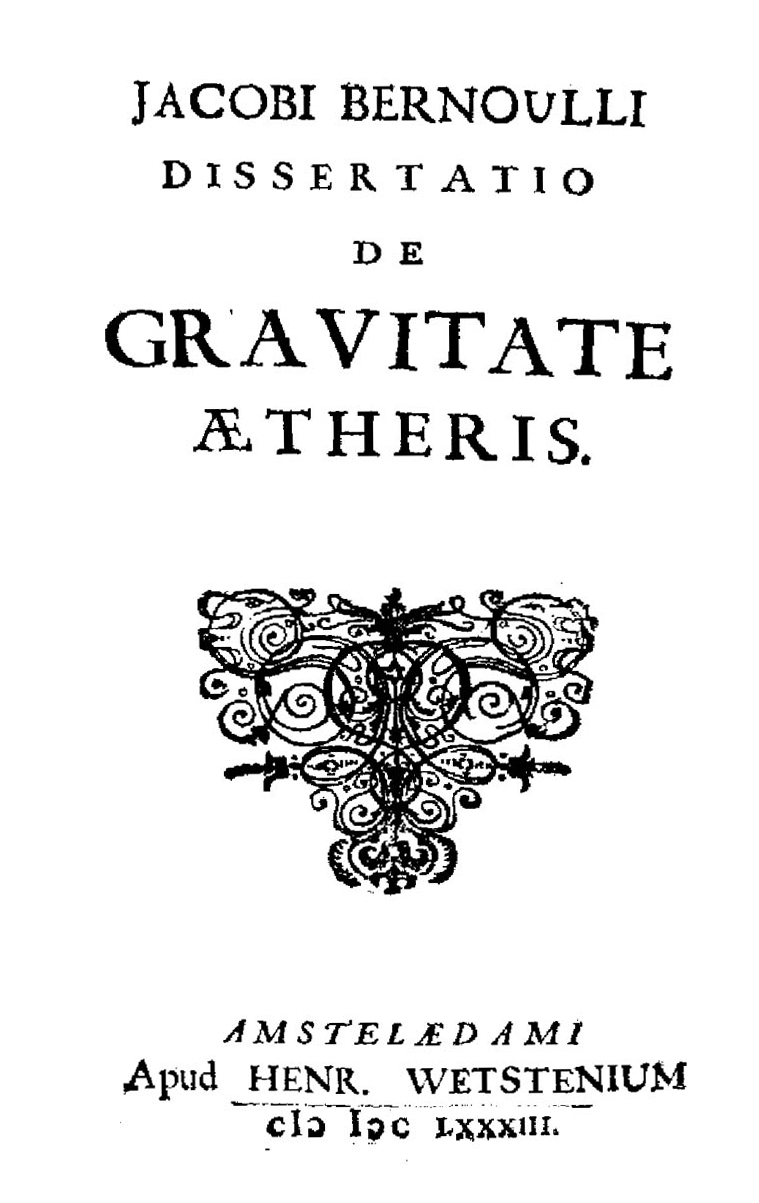
De gravitate aetheris, 1683
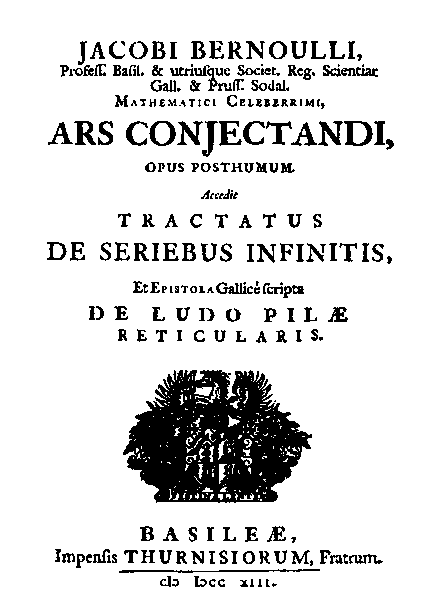
Ars Conjectandi, Basel, 1713
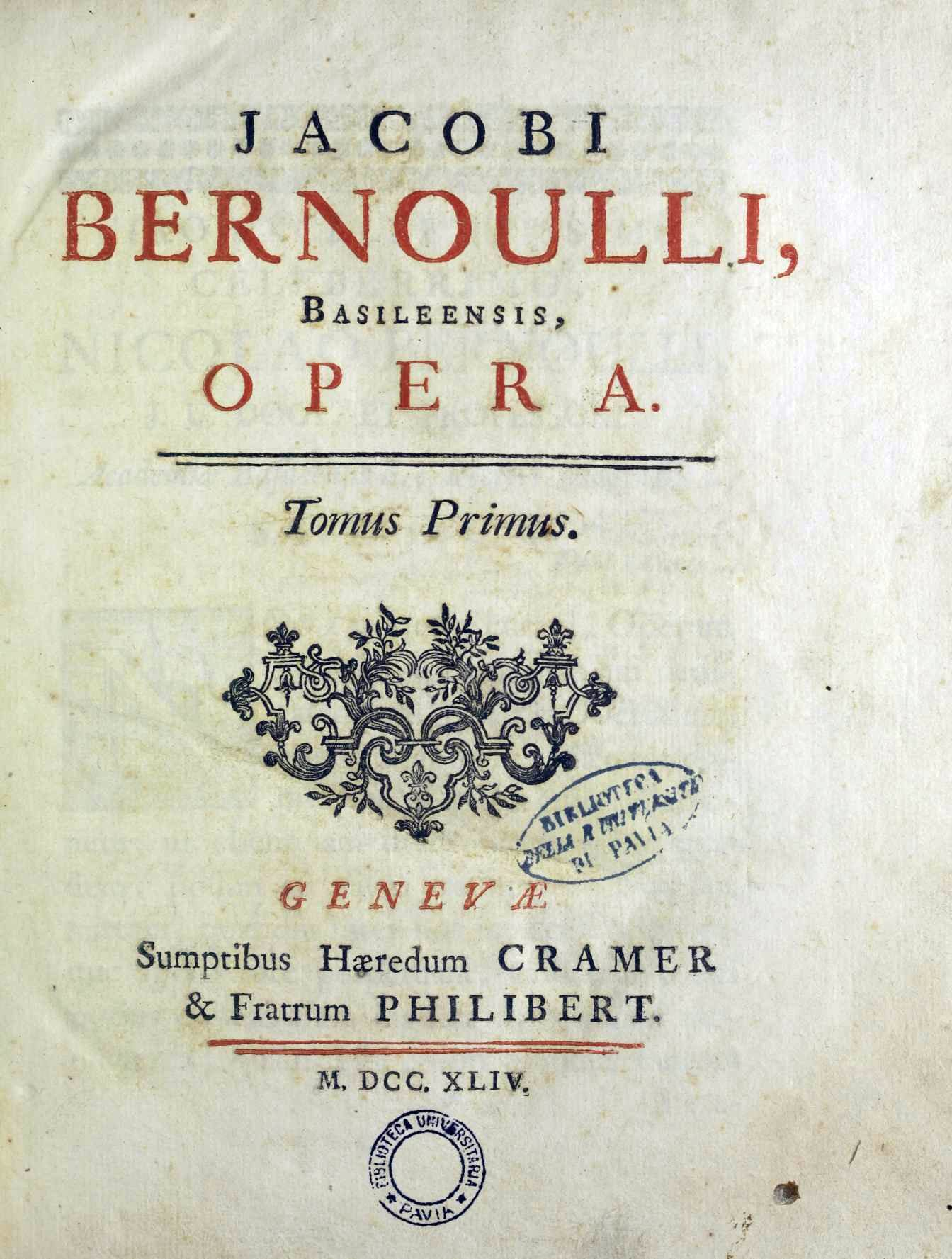
Opera, Band 1, 1744

## Zeitgenössische Würdigung
Bernard de Fontenelle würdigte die «aussergewöhnliche Klarheit» der mathematischen Vorlesungen Jakob Bernoullis an der Basler Universität, sein besonderes «Talent zur Unterweisung» und zur wissenschaftlichen Synthese.

« Comme l’alliance de la géométrie et de la physique fait la plus grande utilité de la géométrie, et toute la solidité de la physique, il forma des assemblées et une espèce d’academie, où il faisait des expériences que étaient ou le fondement ou la prevue des calculs géométriques; et il fut le premier qui établit dans la ville de Bâle cette manière de philosopher, la seule raisonnable, et qui cependant a tant tardé à paraître. »

«So wie das Bündnis aus Geometrie und Physik die grösste Nützlichkeit für die Geometrie bildet und alle Sicherheit für die Physik, genauso bildete er [Jakob] Versammlungen und eine Art von Akademie, wo er Experimente machte, die entweder zur Grundlage oder zum Beweis des geometrischen Kalküls wurden; und er war der erste, der in der Stadt Basel diese Art zu philosophieren gründete, die einzig vernünftige und die allerdings viel zu spät dort in Erscheinung getreten ist.»

Entsprechende Anerkennung kam später auch von  Nicolas de Condorcet. Bernoulli war bekannt für sein pädagogisches Geschick und sein naturphilosophisches Denken in allen mathematischen Problemstellungen. Er galt, wie auch später sein Bruder Johann, als Verteidiger einer mechanistischen Naturauffassung nach Descartes und Huygens. Nicht nur hat er eigene naturphilosophische Abhandlungen geschrieben. Er hat diese Herangehensweise in den Lektionen für seine Schüler mit aufgenommen, zu denen auch Leonhard Eulers Vater Paul sowie der 12 Jahre jüngere Bruder Johann während der gemeinsamen Basler Zeit zählten.

« [O]n sait que cet homme illustre joignoit à un grand genie pour les sciences une philosophie profonde, qui n’accompagne pas toujours ce genie, mais qui sert à lui donner plus d’etendue et à le rendre plus utile. Dans ses leçons, il faisoit sentir à ses disciples que la géometrie n’est pas une science isolèe, et la leur présentoit comme la base et la clef de toutes les connoissances humaines, comme la science où l’on peut le mieux observer la marche de l’esprit […]. »

«Es ist bekannt, dass dieser berühmte Mann seiner grossen Begabung für die Wissenschaften auch eine tiefsinnige Philosophie beifügte, die zwar nicht immer seine Geistesgrösse umrahmt, die aber dazu dient, ihr noch mehr Weite zu geben und sie zugleich nützlicher zu machen. In seinen Lektionen gab er seinen Schülern zu verstehen, dass die Geometrie keine isolierte Wissenschaft ist, und präsentierte sie ihnen als Grundlage und als Schlüssel zu allen menschlichen Erkenntnissen, wie auch die Wissenschaft selbst, an der man die geistige Entwicklung noch am besten beobachten kann […].»

## Spätere Ehrungen
In Basel wurde 1875 zu Ehren von Jakob Bernoulli beim Eingang des Bernoullianums eine Büste aufgestellt.
Im Jahr 1985 wurde der Mondkrater Bernoulli nach ihm und seinem Bruder Johann benannt.

## Publikationen
- Conamen novi systematis cometarum. Henricus Wetstein, Amsterdam 1682 (Latein, hathitrust.org).
- De gravitate aetheris. Henricus Wetstein, Amsterdam 1683 (Latein, digitale-sammlungen.de).
- Die Werke von Jakob Bernoulli. 5 Bände. Birkhäuser, Basel 1969–1999.
- Wahrscheinlichkeitsrechnung. Ars conjectandi (1713) (= Ostwalds Klassiker. Übersetzt und herausgegeben von R. Haussner). Verlag Wilhelm Engelmann, Leipzig 1899 (Teil 1, 2 – archive.org, Teil 3, 4 – archive.org).
- The art of conjecturing together with Letter to a friend on sets in court tennis. The Johns Hopkins University Press, 2006 (Herausgeber und Übersetzer Edith Dudley Sylla.)
- David Speiser, André Weil (Hrsg.): Der Briefwechsel von Jacob Bernoulli. Birkhäuser, Basel 1993.
- Jacob und Johann Bernoulli. Die Streitschriften. Variationsrechnung. Birkhäuser, Basel 1991.
- Abhandlungen über das Gleichgewicht und die Schwingungen der ebenen elastischen Kurven. Gesammelte Schriften von Jakob Bernoulli (1691, 1694, 1695) und Leonh. Euler (1744), übersetzt und herausgegeben von H. Linsenbarth. Leipzig 1910. Nr. 175 der Reihe Ostwalds Klassiker der exakten Wissenschaften.